# Berceuse op. 17 de Bonis
La Berceuse, op. 17, est une œuvre de Mel Bonis, composée en 1893.

## Composition
Mel Bonis compose sa Berceuse pour voix seule en 1893 sur un texte d'Édouard Guinand. L'œuvre, dédiée « à Mme Eugène Domange », est publiée à titre posthume par les éditions Armiane en 2003, puis rééditée par la même maison d'édition en 2014.

## Analyse
La Berceuse fait partie des œuvres invoquant le genre de la berceuse, de par le titre comme à travers la musique.